# Veruschka
Vera Gottliebe Anna von Lehndorff, née le 14 mai 1939 à Königsberg en Prusse-Orientale (aujourd'hui Kaliningrad), est une actrice, mannequin vedette et artiste connue durant les années 1960. Plus connue sous le nom de Veruschka ou Veruschka von Lehndorff, elle est la fille du comte Heinrich von Lehndorff-Steinort, membre de la résistance allemande.

## Enfance
Née comtesse Vera Gottliebe Anna von Lehndorff, elle a brièvement vécu dans le domaine de Steinort, maison de cent pièces occupée à partir de 1941 par l'armée allemande et dont une aile était laissée à la disposition de la famille. Ce domaine immense avait appartenu à sa famille des siècles durant et le château est gravement endommagé en 1945. Son père, le comte Heinrich von Lehndorff-Steinort, originaire du château de Preyl à Wargen, était un riche propriétaire terrien réserviste de l'armée allemande, devenu membre de la résistance allemande après avoir vu battre et exécuter des enfants juifs. Il fut condamné à mort pour avoir participé au complot ayant mené à une tentative d'assassinat contre Adolf Hitler le 20 juillet 1944. Après sa mort, le reste de la famille vécut dans les camps de concentration jusqu'à la fin de la Seconde Guerre mondiale. Après la libération, ils se retrouvèrent sans domicile. 

## Carrière
À quatorze ans, elle fait déjà 1,85m. Elle fait des études d'art à Hambourg puis à Florence où elle est découverte, à l'âge de vingt ans, par le photographe Ugo Mulas et devient mannequin à temps plein. Quoique à l'époque les modèles de grande taille ne soient pas prisés à Paris, elle y rencontre Eileen Ford, de l'agence Ford qui la soutient. Elle déménage à New York en 1961  mais elle n'y trouve pas d'engagement. Elle retourne à Milan et prend son pseudonyme de « Veruschka », se prétendant russe pour se créer un personnage mystérieux, ce qui lui vaut de nombreux engagements. Elle attire également l'attention par sa brève apparition dans son propre rôle pour le film Blow-Up de Michelangelo Antonioni en 1966. Cette même année, elle pose pour la première fois seulement « vêtue » de peinture corporelle, ce qu'elle continue de faire de nombreuses années. Elle travaille à l'occasion avec Salvador Dalí et le photographe Peter Beard. Celui-ci l'emmène au Kenya où elle s'enduit de cirage noir pour figurer des animaux ou des plantes fantastiques dans une sorte de tentative de « retour aux sources ». Au faîte de sa carrière vers le milieu et la fin des années 1960, elle gagne jusqu'à 10 000 dollars par jour. Elle est soutenue lors des années 1960 par l'influente Diana Vreeland au Vogue américain,. Elle fait la une de Life le 18 aout 1967 avec le titre « The Girl Everybody Stares »,. Elle pose sous l'objectif de Franco Rubartelli (son fiancé d'alors) pour le numéro de juillet 1968 de Vogue Paris, habillée en saharienne d'Yves Saint Laurent, photographie qui marquera la mode,. Son physique est alors totalement en phase avec les croquis ou les créations de Saint Laurent. Le magazine Playboy lui consacre un article illustré en janvier 1971. En 1974 elle subit une grave dépression sans doute à cause de son enfance.
Veruschka quitte cependant le monde de la mode en 1975, à la suite d'un désaccord avec la nouvelle rédactrice en chef du magazine,, laquelle la voie en « bourgeoise » veut lui faire changer d'image pour la rendre plus accessible, lui faisant couper ses cheveux, permettant à « Madame Tout-le-Monde » de s'identifier à elle.
Elle entame en 1985 une nouvelle carrière artistique dans un spectacle de peinture corporelle à New York, dans le quartier de Tribeca, où elle apparaît peinte de diverses manières, figurant des animaux sauvages ou des archétypes tels que dandies, acteurs célèbres, mafieux ou « vieux dégoûtants ». Il lui arrive d'apparaître pour la mode, pour Karl Lagerfeld en 1995, comme mannequin invité au festival de la mode de Melbourne en 2000 ou encore en 2010 où elle défile à Londres pour Giles Deacon (en).

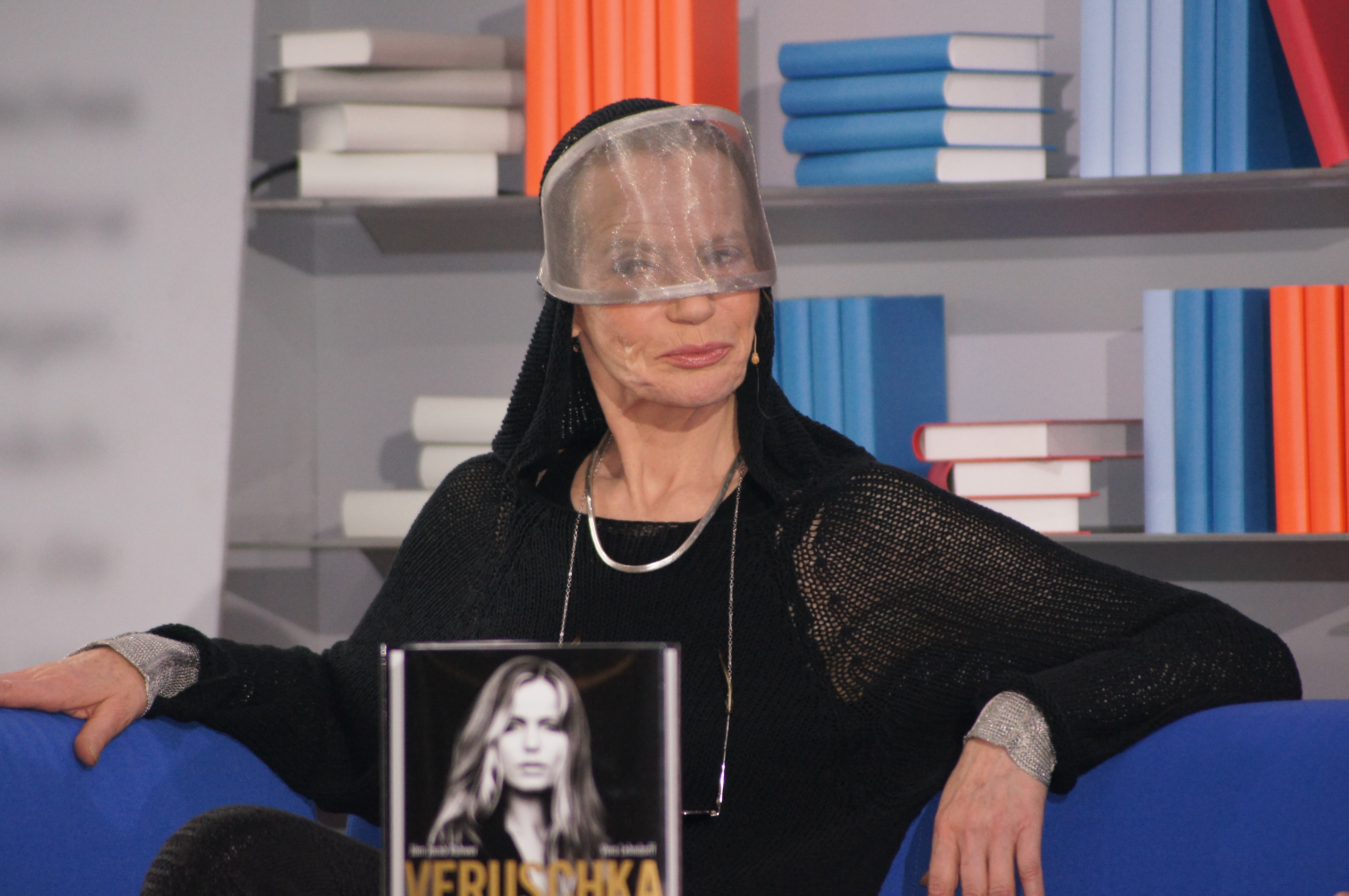
Veruschka, comtesse von Lehndorff en 2011.

## Filmographie
- Blow-Up (1966)
- Veruschka, poesia di una donna (1971) (musique : Ennio Morricone)
- Salomé (1972)
- Cattivi pensieri (1976)
- Couleur chair (1978)
- Milo-Milo (1979)
- Bizarre Styles (1981)
- Dorian Gray im Spiegel der Boulevardpresse (1984)
- Vom Zusehen beim Sterben (1985)
- La Promise (The Bride) (1985)
- L'Orchestre rouge (1989)
- Casino Royale (2006)

## Citations
- « Je me suis vêtue tout de noir et je suis allée voir tous les plus grands photographes tels Irving Penn et je leur ai dit : 'je suis Veruschka, qui vient de la frontière entre la Russie, l'Allemagne et la Pologne, et j'aimerais voir ce que vous pourriez faire de mon visage' »
- « J'ai toujours été plusieurs sortes de femmes. J'ai copié Ursula Andress, Greta Garbo, Brigitte Bardot, puis ça m'a lassée et je me suis peinte en animal. »